# بلندی‌های وپسیان
بلندی‌های وپسیان (انگلیسی: Vepsian Upland) یک رشته‌کوه در استان ولوگدای کشور روسیه است.